# Sanggi Unggak
Sanggi Unggak is een bestuurslaag in het regentschap Tanggamus van de provincie Lampung, Indonesië. Sanggi Unggak telt 739 inwoners (volkstelling 2010).